# Celso Amorim
Celso Luiz Nunes Amorim GCM • GCMM • GCIH (Santos, 3 de junho de 1942) é um professor, acadêmico e diplomata brasileiro filiado ao Partido dos Trabalhadores (PT). Foi ministro das Relações Exteriores durante os governos Itamar Franco e Lula, e da Defesa do Brasil durante o mandato de Dilma Rousseff.
Diplomata de carreira do Itamaraty, fez pós-graduação na Academia Diplomática de Viena. Influenciado pelo trabalho de Ulysses Guimarães, filiou-se ao Partido do Movimento Democrático Brasileiro (PMDB), embora não teve militância partidária. Foi cotado pelo partido para disputar o cargo de Governador do Rio de Janeiro nas eleições de 2018, mas o PT acabou desistindo da candidatura dele. Dirigentes petistas também estudaram lançar Amorim como vice na chapa de Lula.
Em 7 de outubro de 2009, David Rothkopf, um comentarista da revista estadunidense Foreign Policy indicou Amorim como "o melhor chanceler do mundo".
No dia 5 de março de 2015, recebeu o título de Doutor Honoris Causa pela Universidade Estadual da Paraíba.
Em 12 de Julho de 2019, participou da fundação do Grupo de Puebla, órgão tido como o sucessor do Foro de São Paulo.
No dia 21 de junho de 2024, recebeu o título de Doutor Honoris Causa pela Universidade Estadual Paulista.

## Formação acadêmica
Celso Amorim formou-se pelo Instituto Rio Branco em 1965, obtendo título de pós-graduação em relações internacionais pela Academia Diplomática de Viena, na Áustria, em 1967. Como aluno de Ralph Miliband passou três anos na London School of Economics. Em seguida, foi enviado à Organização dos Estados Americanos (OEA), Washington DC, antes da apresentação de sua tese, cuja qualidade seu autor julgara suficiente para um doutorado. Seu tutor, Ralph Miliband, que morreu em uma idade avançada, não teve a oportunidade de ler sua tese de 500 páginas.[carece de fontes?]

## Professor universitário
Amorim foi professor de Língua Portuguesa do Instituto Rio Branco, professor de Ciência Política e Relações Internacionais da Universidade de Brasília (UnB) e foi nomeado membro permanente da Área de Assuntos Internacionais do Instituto de Estudos Avançados da Universidade de São Paulo.

## Carreira cinematográfica
Antes de entrar na diplomacia, Amorim teve uma breve carreira cinematográfica. Trabalhou com Ruy Guerra, fazendo edição e continuidade do filme Os Cafajestes, e com Leon Hirszman em na edição de "Pedreira de São Diego", um dos episódios de Cinco Vezes Favela.
Em 1979 foi convidado por Eduardo Portela, Ministro da Educação e Cultura, com o apoio da classe cinematográfica para assumir a Embrafilme, por sugestão do colega diplomata, escritor e cineasta Edgard Telles Ribeiro.[carece de fontes?] Ocupou o cargo até 1982, ano em que foi demitido da empresa depois de liberar financiamento para o filme Pra frente, Brasil, de Roberto Farias, que exibe cenas de tortura de presos políticos durante a ditadura militar.
De sua vida política precoce como diretor-geral da Embrafilme, entre 1979 e 1982, e sua carreira ainda mais precoce, como cineasta, deixou para os filhos a carreira que nunca abraçou completamente: com exceção da filha Anita, seus filhos Vicente Amorim, Pedro Amorim e João Amorim estão no cinema.

## Cargos governamentais
A história de Celso Amorim no serviço público iniciou em 1977, quando foi promovido conselheiro e chefe da Divisão de Difusão Cultural do Itamaraty. Em 1979, foi diretor-geral da Embrafilme, permanecendo no cargo até 1982. Foi então selecionado para o cargo de assessor de Cooperação de Programas Especiais do Ministério da Ciência e Tecnologia, sendo nomeado, dois anos depois secretário especial para Assuntos Internacionais do mesmo, desempenhando tal posição até o ano de 1989.
Assumiu nova posição em 1990, sendo nomeado diretor-geral para Assuntos Econômicos. Em 1991 assumiu pela primeira vez a chefia de uma missão no exterior, ao tornar-se representante do Brasil no Acordo Geral de Tarifas e Comércio (GATT). Nesse período foi o negociador chefe do Brasil na Rodada Uruguai, que culminou posteriormente no GATT-1994 e na criação da Organização Mundial do Comércio.

### Ministro das Relações Exteriores (1993-1995)
Em maio de 1993, durante o governo de Itamar Franco, Celso Amorim foi chamado pelo então chanceler José Aparecido, que substituiria Fernando Henrique Cardoso, para ser secretário-geral do Itamaraty. Porém, em decorrência de problemas de saúde, Aparecido não tomou posse, e Amorim assumiu interinamente o ministério até, em agosto daquele mesmo ano, ser efetivado chanceler.
Admitido à Ordem do Mérito Militar em 1991 no grau de Grande-Oficial especial pelo presidente Fernando Collor, Amorim foi promovido em agosto de 1993 por Itamar Franco ao último grau da ordem, a Grã-Cruz. A 7 de dezembro de 1993 foi agraciado com a Grã-Cruz da Ordem do Infante D. Henrique de Portugal.

### Embaixador brasileiro no exterior (1995-2003)
Entre 1995 e 2003 Celso Amorim atuou como representante do Brasil no exterior em diversos países e Organizações Internacionais, em áreas que variavam entre o sistema multilateral de comércio e a cooperação humanitária internacional.
Em 1995 Fernando Henrique Cardoso, eleito presidente da República, indicou Celso Amorim para chefiar a Missão Permanente do Brasil nas Nações Unidas, em Nova Iorque, função que exerceu até 1999, tendo, durante este período, assumido a presidência do Conselho de Segurança das Nações Unidas.
Na Organização das Nações Unidas (ONU), Celso Amorim teve um papel fundamental nas discussões acerca no regime internacional de desarmamento e não-proliferação de armas nucleares. Participou ativamente da Comissão Canberra sobre a Eliminação de Armas Nucleares, uma iniciativa do governo da Austrália que datava de 1995, e que produziu um relatório em 1996 que continha propostas para a adoção de medidas na área do desarmamento e da não-proliferação. Além disso, foi no período em que Celso Amorim era o representante brasileiro perante a ONU que o Brasil declarou sua vontade em aderir ao Tratado de Não-Proliferação Nuclear (1997), algo que foi concretizado em 1998 após a aprovação do tratado no congresso brasileiro. Logo que aderiu ao TNP, o Brasil começou a participar ativamente das discussões do regime internacional nuclear. Em 1998, Celso Amorim foi um dos articuladores da Coalizão da Nova Agenda para o Desarmamento Nuclear (NAC), juntamente com África do Sul, Egito, Irlanda, México, Nova Zelândia, Suécia e Eslovênia. Tal coalizão buscava resgatar o tema do desarmamento nas Conferências de Exame do TNP, algo que ocorreu logo na próxima Conferência de Exame do TNP, em 2000, na qual o Brasil defendeu, em conjunto com a NAC, que o regime nuclear internacional deveria focar-se principalmente no desarmamento nuclear, e não somente na não-proliferação.[carece de fontes?] No ano 2000, o Brasil também presidiu a Conferência de Desarmamento (CD) em Genebra, tendo Celso Amorim como seu representante. Este foi responsável por uma série de propostas à conferência relativas ao desarmamento, na tentativa de solucionar o problema da paralisia que a CD sofria desde 1997, com o congelamento de sua agenda política.[carece de fontes?]
Na área humanitária, representou o Brasil no Comitê das Nações Unidas de Sanções Kosovo-Iugoslávia (SCR), em 1998-1999.[carece de fontes?] Além disso, representou o Brasil na presidência dos painéis do Conselho de Segurança das Nações Unidas sobre desarmamento, auxílio humanitário e prisioneiros de guerra no Iraque, em 1999. Tais painéis tiveram um papel fundamental no restabelecimento das medidas de verificação de obrigações de desarmamento e não-proliferação no Iraque, que haviam sido abolidas após a crise gerada pela expulsão dos inspetores da Comissão Especial das Nações Unidas (UNSCOM).
Em 1999, assumiu pela segunda vez a chefia da missão brasileira em Genebra, Suíça, como representante permanente do Brasil junto à Organização das Nações Unidas e demais organismos internacionais, o que incluía a Organização Mundial do Comércio (OMC), cargo que exerceu por um período de dois anos. Nesse período presidiu a Conferência de Desarmamento por uma segunda vez (algo que fizera em 1993) e atuou nas áreas de comércio, trabalho e controle de tabaco.
Em 2001, Amorim foi transferido para Londres, assumindo a embaixada brasileira no Reino Unido. Era a segunda vez que atuava na missão diplomática brasileira de Londres, já havendo tido um posto diplomático na embaixada entre 1968 e 1971, período em que estudou na London School of Economics and Political Science. No final de 2002 foi convidado pelo presidente Lula da Silva para ser seu ministro das relações exteriores. Em entrevista para Folha de S.Paulo, afirmou que o motivo para sua escolha tinha relação com o fato de ter muita caspa: "Ele costumava dizer que eu tinha caspa, então, devia ser um pouco mais popular".

### Ministro das Relações Exteriores (2003-2010)

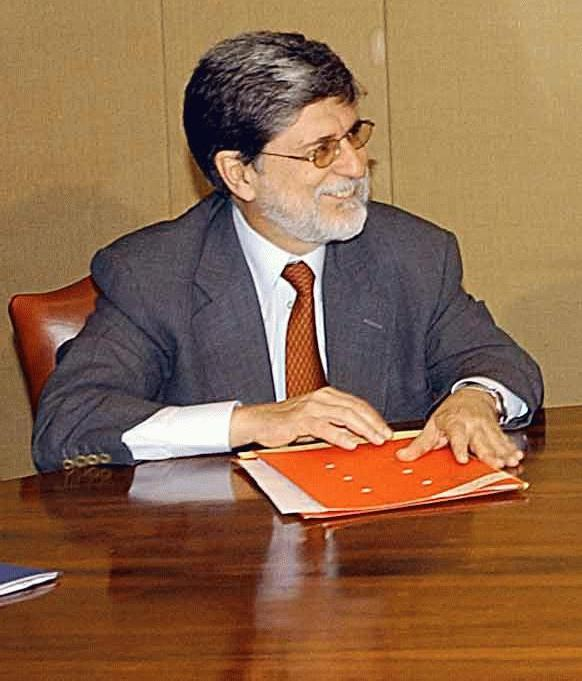
Amorim em reunião com o comissário de Comércio da União Europeia, Pascal Lamy, com o presidente Lula, em 31 de janeiro de 2003

De 2003 a 2010 Celso Amorim foi o ministro das Relações Exteriores do governo Lula. Ele, Luiz Dulci e Jorge Armando Felix foram os únicos ministros ou secretários do primeiro gabinete de Lula a permanecer nos cargos para que foram originalmente designados.[carece de fontes?]
Em seu segundo ministério, Amorim tornou-se responsável pelo direcionamento humanista da política externa brasileira atual, que incluiu entre seus objetivos a luta contra a fome, a pobreza e o unilateralismo. Formulou coalizões com países do hemisfério sul, tais como G-20 (luta pela redução das distorções no comércio agrícola, na Organização Mundial de Comércio), o G-4 (luta para tornar o Conselho de Segurança das Nações Unidas menos anacrônico e mais legítimo e representativo), o G-3 (Fórum IBAS – Índia, Brasil e África do Sul – para coordenação de posições no cenário internacional) e participou ativamente na institucionalização do chamado BRIC (Brasil, Rússia, Índia e China). Entre outras iniciativas concebidas em sua gestão, notabilizou-se pela ASA (Cúpula América do Sul-África) e pela ASPA (Cúpula América do Sul-Países Árabes).
Em 29 de janeiro de 2010, recebeu, em nome de Lula, o prêmio de "Estadista global" no Fórum Econômico Mundial em Davos, na Suíça.
Em 29 de outubro de 2010, o Ministro Celso Amorim recebeu, em Miami, o prêmio “Bravo Business” da revista Latin Trade, na categoria “Innovative Leader of the Year”. No mesmo dia, foi o orador principal do painel “Brazil’s Role in the Global Economy”.

#### Bolívia

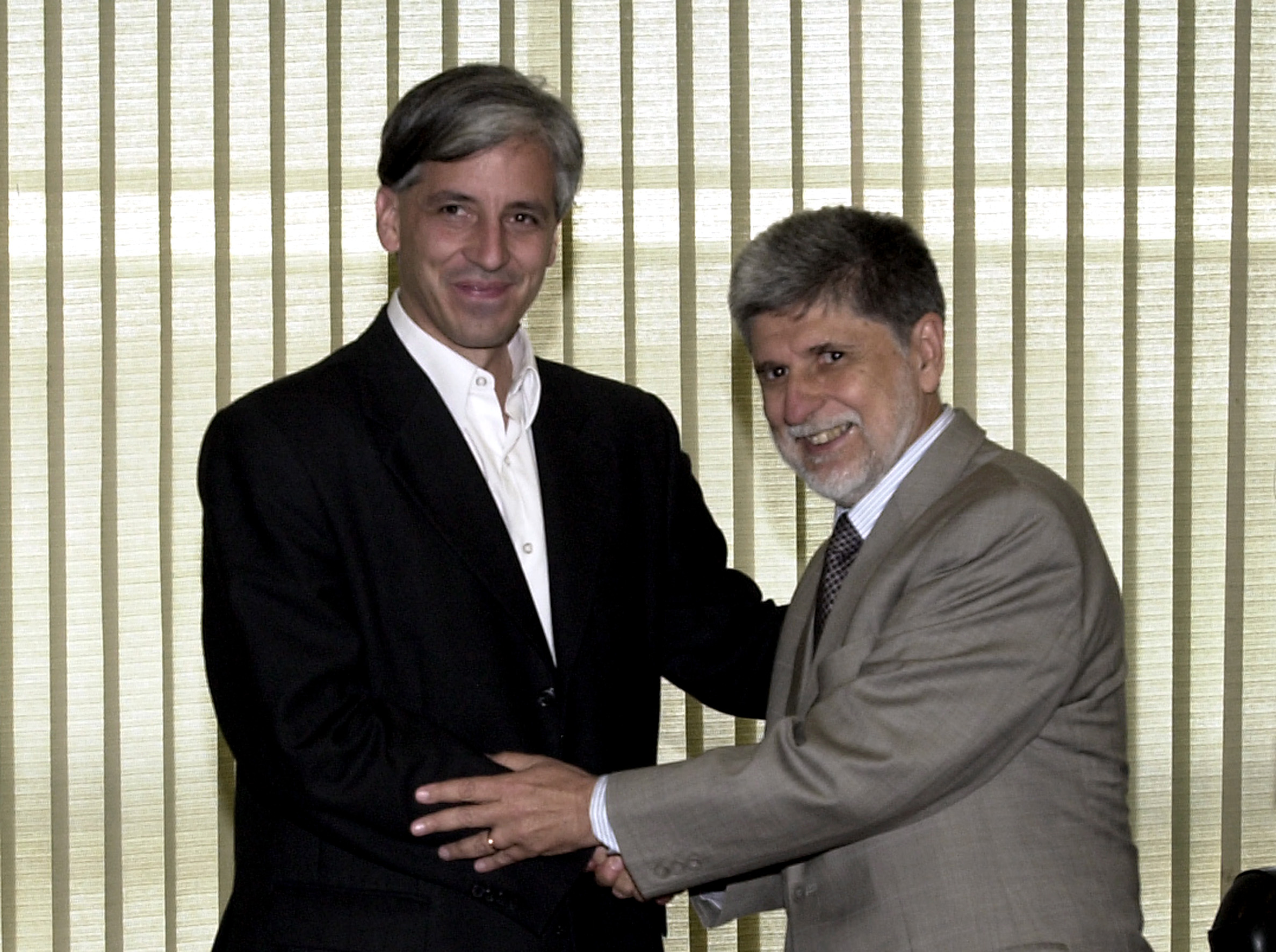
Celso Amorim recebe o vice-presidente boliviano Álvaro García Linera para discutir o suprimento de gás, agosto de 2006

Após as eleições presidenciais de Evo Morales em 2006, a Bolívia anunciou a nacionalização do gás e do petróleo em seu território, utilizando o exército para a ocupação de empresas estrangeiras, entre elas a estatal brasileira Petrobras. Esta explorava os dois principais campos de gás e representava cerca de 15% do Produto Interno Bruto boliviano. A tomada do controle forçou as companhias estrangeiras a rever seus contratos em um prazo de 180 dias; do contrário, seriam obrigadas a deixar o país. As renegociações aumentaram os impostos cobrados pelo estado boliviano para 82%.
Em 1 de maio do mesmo ano, Celso Amorim afirmou que a nacionalização era um "cenário esperado", mas que a forma como fora feita não estava nas previsões do Brasil, classificando como "desnecessária" a ocupação por tropas militares da Petrobras e explicando que não haveria "reação física".
Em novembro de 2007 Morales garantiu que não modificaria mais as leis de investimentos no setor de petróleo ou gás, e Celso Amorim confirmou que o país voltaria a investir nestas condições. Tanto o Brasil como a Bolívia possuem interesses um com o outro: o primeiro, em 2006, dependia de 50% do gás boliviano exportado; e o segundo não pode ficar sem o investimento e o mercado brasileiro.[carece de fontes?]
Em setembro de 2008, durante a crise política na Bolívia, na qual os departamentos mais ricos exigiram maior autonomia, o governo brasileiro se posicionou no sentido de tentar mediar as negociações entre os grupos do conflito. No mês seguinte, Amorim felicitou-os por se entenderem via diálogo e por criarem um acordo que convoca o referendo relativo à nova constituição do país para janeiro de 2009.

#### Equador

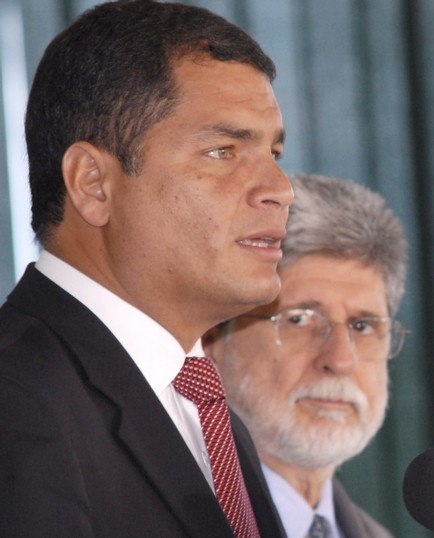
Presidente Rafael Correa e Amorim em entrevista coletiva no Palácio do Planalto, março de 2008

Durante a crise diplomática da Colômbia com Equador e Venezuela de 2008, em que o exército colombiano invadiu o território equatoriano para matar integrantes das Forças Armadas Revolucionárias da Colômbia (Farc), Amorim afirmou que o Brasil se sentia "ameaçado indiretamente" por um conflito na região e que condenava o ataque militar colombiano; porém, desejava a resolução pelo diálogo para que o projeto de integração, paz e desenvolvimento na América do Sul não fosse posto em risco.
Em 23 de setembro de 2008 o presidente equatoriano Rafael Correa determinou o embargo dos bens da empresa brasileira Odebrecht (atual Novonor), ocupando suas obras por meio do exército e proibindo funcionários de deixar o país. Exigiu então uma indenização de 43 milhões por falhas no funcionamento da central hidrelétrica San Francisco, a segunda maior do Equador; caso não fosse feito o pagamento, a Odebrecht seria expulsa. A San Francisco, que custou 338 milhões de dólares, pode gerar até 12% do total da energia consumida no país.
No dia seguinte, Amorim anunciou que o Brasil estava dando proteção à empresa. Correa então ameaçou não pagar o empréstimo de mais de 200 milhões de dólares do Banco Nacional de Desenvolvimento Econômico e Social (BNDES) que contraiu para financiar a San Francisco. Mesmo assim, os presidentes Correa e Lula disseram que acreditavam que a questão da Odebrecht não afetaria as relações das duas nações. Em 30 de setembro Amorim informou que a empresa aceitaria o acordo proposto pelo Equador.

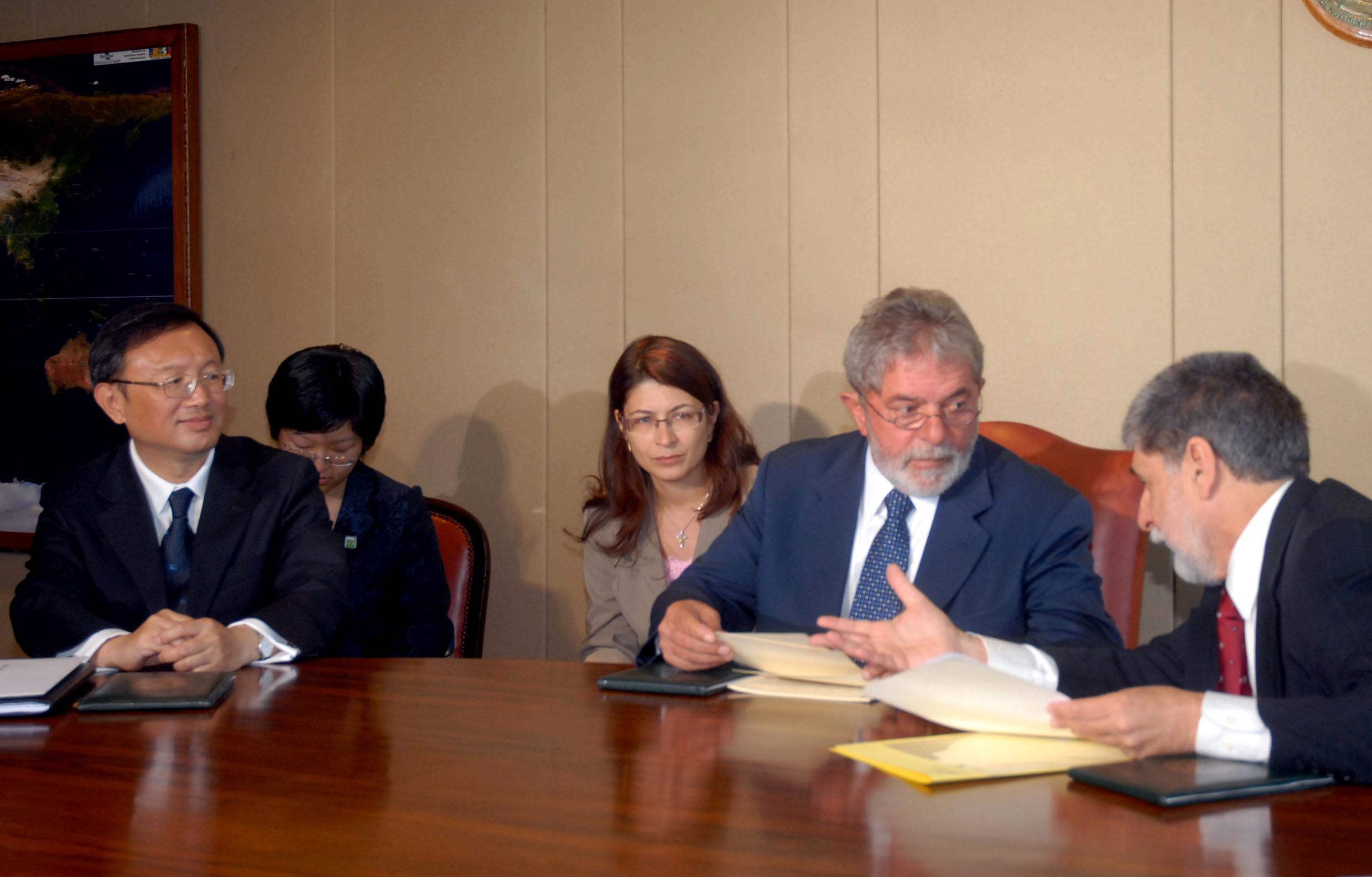
O presidente Luiz Inácio Lula da Silva conversa com o ministro das Relações Exteriores, Celso Amorim, durante encontro com o Chanceler da China, ministro Yang Jiechi, para tratar da cooperação bilateral nas áreas de tecnologia, agricultura e energia. Janeiro de 2009.

Em 6 de outubro Correa teria dito que pretendia expulsar a Petrobras, como aconteceu à Odebrecht, e nacionalizar um campo de petróleo. Sua intenção era acelerar a assinatura de uma renegociação do contrato de exploração. No dia seguinte, Lula disse que a Petrobras poderia sair do Equador caso não houvesse um "acordo satisfatório". Em 8 de outubro o Equador anunciou a expulsão da Odebrecht após rejeitar o acordo e considerar outras falhas da empresa em projetos que estavam em andamento. Logo depois, uma missão de Lula ao país para discutir o apoio brasileiro a obras de infra-estrutura viária foi cancelada. Em 20 de outubro a Petrobras confirmou um novo acordo com o Equador, no qual o Estado fica com todo o petróleo e a empresa, com uma remuneração pelos seus investimentos e seu serviço.
Em 21 de outubro Amorim convocou o embaixador brasileiro em Quito para consultá-lo a respeito da decisão de Correa de recorrer à Corte Internacional de Arbitragem da Câmara Internacional de Comércio, sediada em Paris, para a suspensão da dívida com o BNDES. Em novembro, ele declarou que o Brasil revisaria sua cooperação com o Equador, mas apenas a que envolvesse novos financiamentos e créditos, pois a de caráter social não acabaria.
Em dezembro, porém, surgiu o temor de que outros países sul-americanos, como a Venezuela, a Bolívia e o Paraguai, não honrassem seus empréstimos com o BNDES. O embaixador do Equador anunciou então que seu país continuaria pagando, em parcelas, seu empréstimo até a decisão da Câmara Internacional de Comércio. Durante esse processo, Celso Amorim observou que a integração sul-americana estava sendo prejudicada e que, por ter garantia do Convênio de Crédito Recíproco (CCR), a dívida, se não fosse paga, afetaria não só o Brasil como também outros países da região, uma vez que havia um conjunto de Bancos Centrais envolvidos.
Em 11 de janeiro de 2009, o Itamaraty informou que o embaixador brasileiro em Quito voltaria à sua função e que o Brasil continuaria acompanhando com atenção suas relações financeiras com o Equador.

### Ministro da Defesa (2011 a 2015)

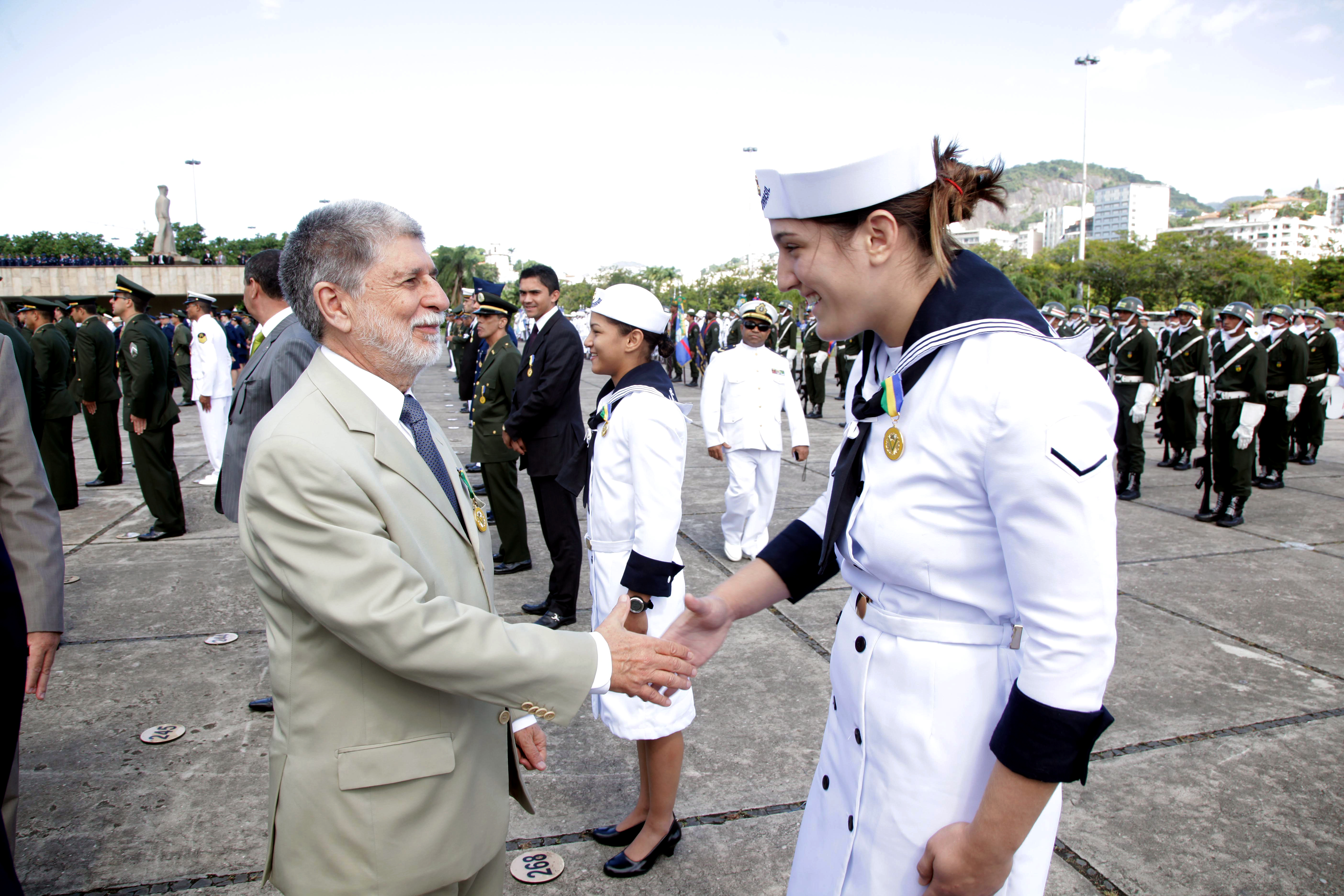
Ministro Amorim cumprimenta marinheira galhardeada com a Medalha da Vitória, em cerimonia em 8 de maio de 2013

Em 4 de agosto de 2011, Celso Amorim foi convidado a suceder Nelson Jobim como ministro da defesa, que entregara sua carta de demissão no mesmo dia. Amorim permaneceu no cargo até janeiro de 2015, quando o ministro Jaques Wagner tomou posse.
No final de 2014, foi divulgado na imprensa que Celso Amorim teria sido cotado para retornar ao Itamaraty no segundo mandato da Presidente Dilma Rousseff, mas quem assumiu o ministério foi o embaixador Mauro Vieira. Amorim elogiou a escolha de Mauro para o Itamaraty e negou ter sido cotado. "Não fui convidado nem sequer sondado, só a imprensa que falou", disse.
Durante a visita que o ex-presidente Fernando Henrique Cardoso fez ao ex-presidente Lula em 2017 quando a ex-primeira-dama Marisa Letícia estava internada, o ex-ministro Celso Amorim defendeu que os dois construíssem uma solução para o Brasil.

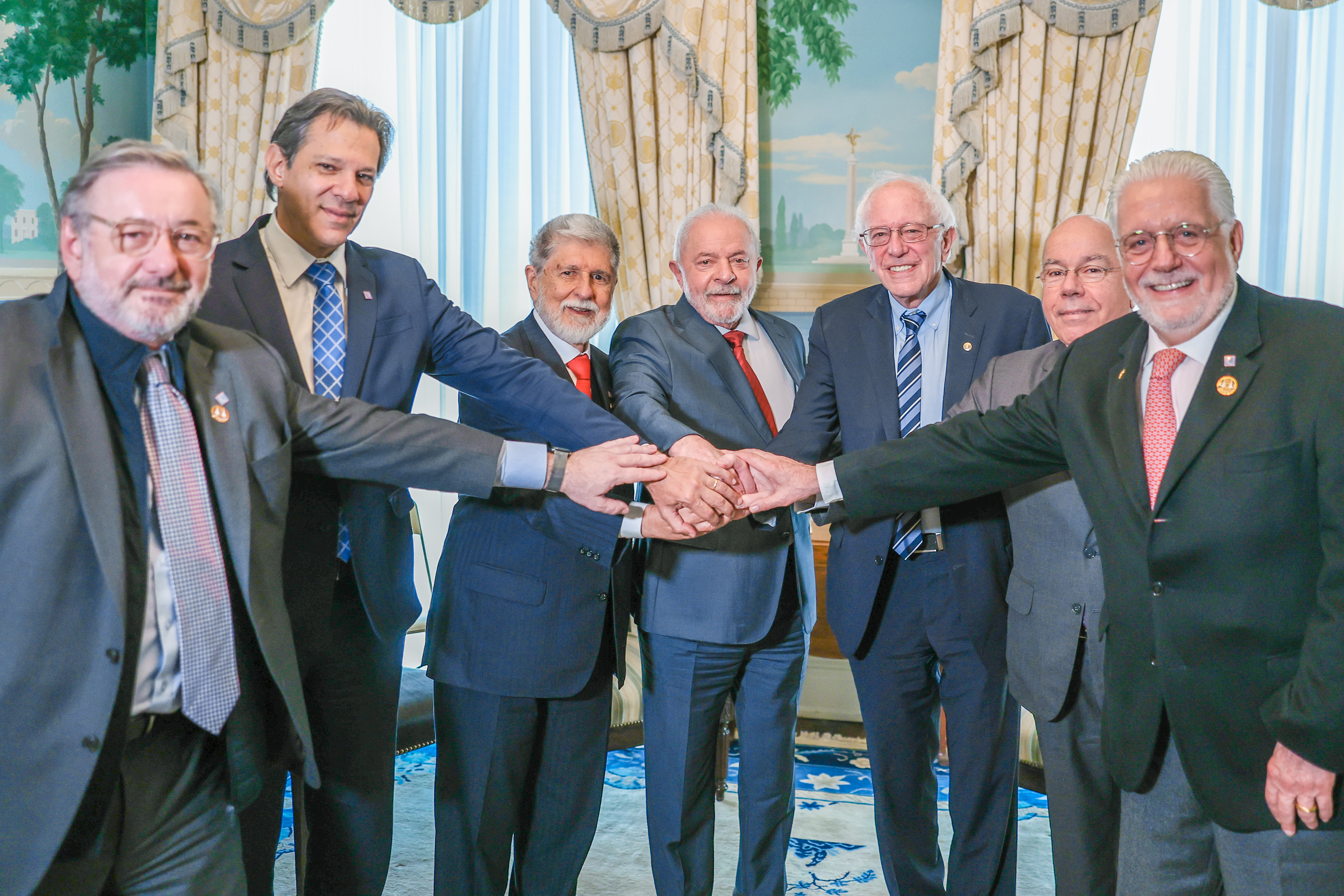
Celso Amorim acompanha o Presidente da República, Luiz Inácio Lula da Silva, durante audiência com o Senador Bernie Sanders na Blair House, em Washington. Janeiro de 2023.

### Assessoria especial da Presidência da República

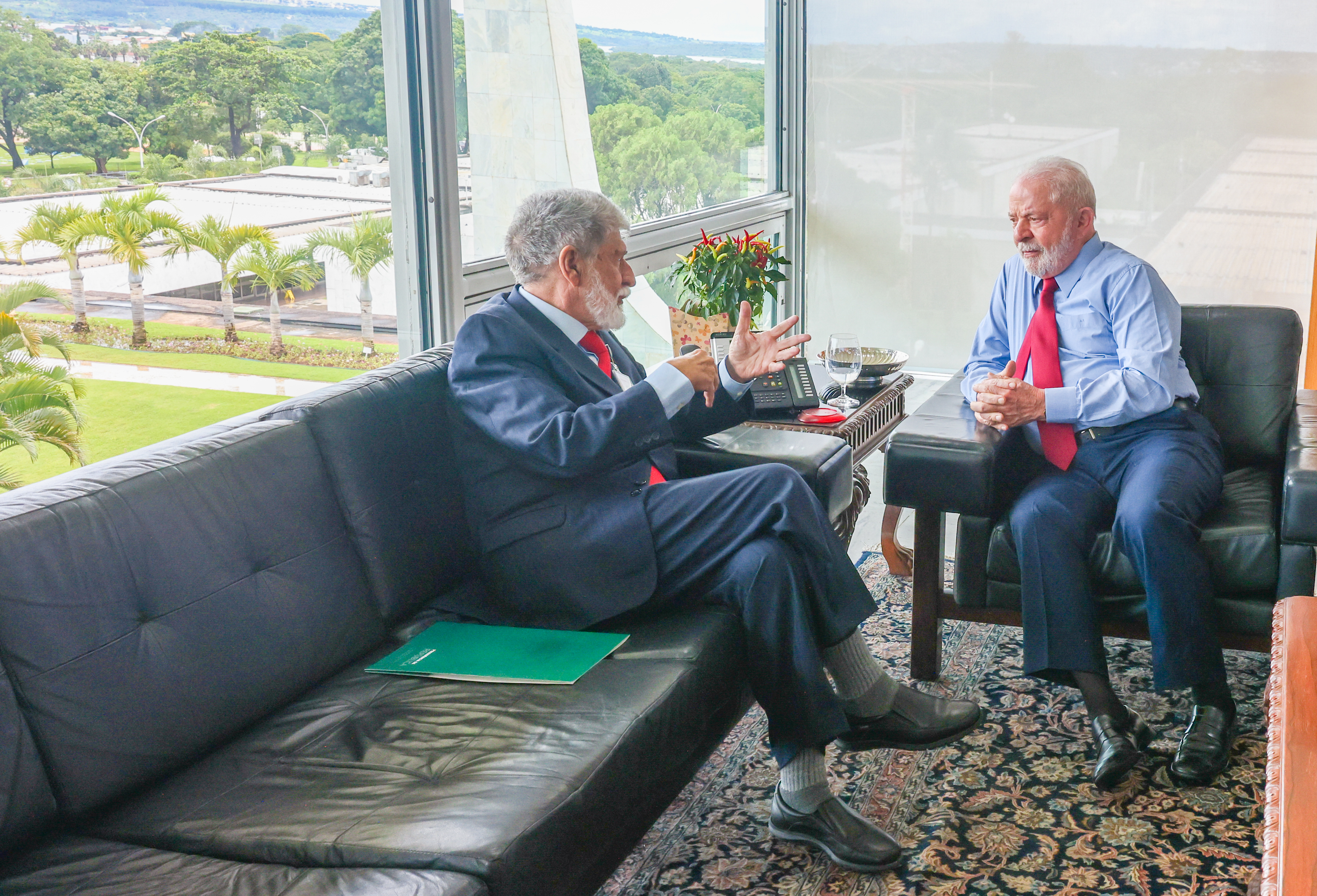
Presidente da República, Luiz Inácio Lula da Silva, durante audiência com Assessor-Chefe da Assessoria Especial do presidente da República, Celso Amorim.

Como um dos principais conselheiros do presidente da República, Luiz Inácio Lula da Silva, Celso Amorim foi nomeado em janeiro de 2023, para comandar a Assessoria Especial da Presidência da República.
Ao longo da campanha eleitoral e do gabinete de transição, Amorim foi o principal auxiliar de Lula na área internacional. Ele acompanhou, por exemplo, a conversa de Lula por telefone com o presidente dos Estados Unidos, Joe Biden. Como assessor-chefe, Amorim será um dos principais conselheiros de Lula e atuará no Palácio do Planalto. Ele deve acompanhar o presidente em compromissos internacionais.